# غييسفلو
غييسفلو (بالإنجليزية: Geissflue)‏ هو أحد جبال سلسلة جورا وجزء من القمة الأم يقع في كانتون ريف بازل وكانتون سولوتورن، سويسرا. يبلغ ارتفاع الجبل حوالي 963 متر، بينما يبلغ ارتفاع نتوء الجبل متر.